# 鼻部纤维性丘疹
鼻部纤维性丘疹（英文：Fibrous papule of the nose），是一种位于或邻近鼻子的良性小肿块（丘疹），有时也出现在面部的其它区域。肿块通常呈圆顶状，显白色或红色，表面圆滑且坚实。鼻部纤维性丘疹起因不明确，常发于年轻人，被认为是血管纤维瘤的一种。肿块一般不会随时间变化。

## 诊断
诊断方式包括外部观察、皮肤活检，以及对手术移除物的组织病理学检查。组织病理学显示成纤维细胞、纤维基质以及较大血管。有可能被误诊为良性黑素细胞痣、神经纤维瘤、化脓性肉芽肿、早期基底细胞癌等。但如出现多处丘疹，应当警惕是否有结节性硬化症的症状。

## 治疗
一般情况下无需治疗，但可通过刮取手术或电外科手术进行移除。术后几乎不会复发。

## 延伸阅读
- Jorge Roman, et al.《“凹凸不平”的青春期鼻子：痤疮相关血管纤维瘤样鼻丘疹》 （页面存档备份，存于）
- 王上上（复旦大学附属华山医院）：《鼻翼米粒大小淡红色丘疹6年余》